# Нове Ґрошкі
Нове Ґрошкі (пол. Nowe Groszki) — село в Польщі, у гміні Калушин Мінського повіту Мазовецького воєводства.
Населення — 127 осіб (2011).
У 1975-1998 роках село належало до Седлецького воєводства.

## Демографія
Демографічна структура станом на 31 березня 2011 року:
|          | Загалом | Допрацездатний вік | Працездатний вік | Постпрацездатний вік |
| -------- | ------- | ------------------ | ---------------- | -------------------- |
| Чоловіки | 58      | 8                  | 38               | 12                   |
| Жінки    | 69      | 15                 | 37               | 17                   |
| Разом    | 127     | 23                 | 75               | 29                   |